# Joseph Calleja
Ne doit pas être confondu avec Joseph Calleia.
Joseph Calleja, né le 22 janvier 1978 à Attard, est un ténor maltais.
Il fait des débuts professionnels à Malte en 1997 en Macduff dans Macbeth. En plus de ces nombreuses prestations en Europe et aux États-Unis à partir de 1999, il donne chaque année un concert à Malte depuis 2009. Depuis 2003, il a enregistré neuf disques ou CD et quatre DVD, il a fait deux apparitions dans des films.

## Biographie
Joseph Calleja chante depuis qu'il est capable de parler, il chante dans la chorale de son école, il chante dans les chœurs de son église d'Attard, mais aussi dans un groupe de rock et de heavy metal. À 13 ans, il découvre à la télévision Mario Lanza dans le film Le Grand Caruso de Richard Thorpe. C'est une révélation, il sera chanteur d'opéra. Il rendra hommage à Mario Lanza dans son sixième album en 2012 : Be My Love, a Tribute to Mario Lanza. Il chante du lyrique dès 1994 à l'âge de 16 ans. Il est découvert par le ténor Brian Cefai et c'est un autre ténor maltais Paul Asciak qui va le faire travailler jusqu'à ses débuts professionnels, en 1997, au théâtre Astra à Rabat à Gozo dans le rôle de Macduff dans le Macbeth de Giuseppe Verdi.
Il reçoit, à l'âge de 19 ans, en 1997, un prix au concours international de chant Hans-Gabor Belvedere (de) de l'opéra de chambre de Vienne. En 1998, il remporte le 1er grand prix du concours Caruso de Milan et en 1999, il est lauréat du Placido Domingo's Operalia à Puerto Rico.
Il signe en exclusivité chez Decca Records en 2003 qui sort son premier album l'année suivante. C'est le plus jeune chanteur signé par Decca en 2003, il a alors 25 ans, le précédent étant Luciano Pavarotti qui avait signe en 1961 à l'âge de 26 ans
L'année 2012 est riche en reconnaissance, Joseph Calleja est nommé officiellement ambassadeur culturel de Malte en prévision de La Valette capitale européenne de la culteure en 2018. Il est, le 27 septembre 2012, artiste de l'année 2012 par le magazine Gramophone, et doctor of Literature Honoris Causa de l'université de Malte le 2 novembre 2012,. En 2013, Air Malta le nomme aussi ambassadeur de la compagnie, il chantera, en vol dans un avion, pour une publicité de la compagnie,. La même année, il co-fonde avec la Bank of Valletta (en) la BOV-Joseph Calleja Foundation ayant pour objectif de permettre aux enfants défavorisés de développer leurs talents artistiques ou musicaux.
Joseph Calleja est marié à la soprano moldave Tatiana Lisnic, ils ont deux enfants prénommés Clara et Xandru

## Récompenses
- International Opera Award dans la catégorie « Prix des lecteurs » (2014)[12]

## Répertoire
- Alfredo dans La Traviata de Giuseppe Verdi
- Arturo dans I Puritani de Vincenzo Bellini
- Comte Almaviva dans Le Barbier de Séville de Gioachino Rossini
- Don Ottavio dans Don Giovanni de Wolfgang Amadeus Mozart
- Edgardo dans Lucia di Lammermoor de Gaetano Donizetti
- Edoardo di Sanval dans Un giorno di regno de Giuseppe Verdi
- Elvino dans La sonnambula de Vincenzo Bellini
- Ernesto dans Don Pasquale de Gaetano Donizetti
- Faust dans Faust de Charles Gounod
- Fenton dans Falstaff de Giuseppe Verdi
- Fritz dans L'amico Fritz de Pietro Mascagni
- Gabriele Adorno dans Simon Boccanegra de Giuseppe Verdi
- Hoffmann dans Les Contes d'Hoffmann de Jacques Offenbach
- Leicester dans Maria Stuarda de Gaetano Donizetti
- Lind dans Isabella de Azio Corghi
- Macduff dans Macbeth de Giuseppe Verdi
- Nadir dans Les Pêcheurs de perles de Georges Bizet
- Nemorino dans L'elisir d'amore de Gaetano Donizetti
- Nicias dans Thaïs de Jules Massenet
- Pinkerton dans Madame Butterfly de Giacomo Puccini
- Rinuccio dans Gianni Schicchi de Giacomo Puccini
- Roberto Devereux dans Roberto Devereux de Gaetano Donizetti
- Rodolfo dans La Bohème de Giacomo Puccini
- Rodolfo dans Luisa Miller de Giuseppe Verdi
- Roméo dans Roméo et Juliette de Charles Gounod
- Ruggiero dans La Rondine de Giacomo Puccini
- Tebaldo dans I Capuleti e i Montecchi de Vincenzo Bellini
- Le Duc de Mantoue dans Rigoletto de Giuseppe Verdi
- Zephoris dans Si j'étais roi de Adolphe Adam

## Discographie
- 2003 - invité sur By Request de Renée Fleming (CD Decca)
- 2004 - Puccini Discoveries, Orchestra Sinfonica e Coro di Milano Giuseppe Verdi, Riccardo Chailly (CD Decca)
- 2004 - Tenor Arias, Orchestra Sinfonica di Milano Giuseppe Verdi, Riccardo Chailly (CD Decca)
- 2005 - The Golden Voice, Academy of St Martin in the Fields, Carlo Rizzi (CD Decca)
- 2011 - The Maltese Tenor, orchestre de la Suisse romande, Marco Armiliato (CD Decca)
- 2012 - Be My Love, a Tribute to Mario Lanza, BBC Concert Orchestra, Steven Mercurio (CD Decca)
- 2012 - Christmas Gala with the Stars (double CD Deutsche Grammophon)
- 2013 - Amore, BBC Concert Orchestra, Steven Mercurio (CD Decca)

### Captation d'opéra
- 2009 - I Capuleti e i Montecchi de Bellini, Wiener Synphoniker, Fabio Luisi (double CD Deutsche Grammophon)
- 2013 - Simon Boccanegra de Verdi, Wiener Synphoniker, Massimo Zanetti (double CD Decca)

## Vidéographie
- 2006 - Concert du nouvel an, Fenice de Venise (DVD TDK)

### Captation d'opéra
- 2003 - Maria Stuarda de Donieztti, Fondazione Orchestra Stabile de Bergamo (DVD)
- 2010 - Simon Boccanegra de Verdi,  Royal Opera House, Covent Garden, Antonio Pappano (DVD Emi Classics)
- 2011 - La Traviata de Verdi, Royal Opera House, Covent Garden, Antonio Pappano (DVD Opus Arte) nomination au Grammy Awards

## Filmographie
- 2013 - The Immigrant de James Gray dans le rôle du ténor Enrico Caruso
- 2013 - Adormidera de Raymond Mizzi dans le rôle de Arn

### Bande originale
- 2007 - No Reservation de Scott Hicks. Philip Glass a choisi, entre autres, La donna è mobile de Rigoletto de Giuseppe Verdi chanté par Joseph Calleja pour illustrer les goûts musicaux de Nick (Aaron Eckhart)